# Farida Ouchani
Farida Ouchani est une actrice, scénariste et réalisatrice franco-marocaine née le 2 octobre 1967 à Boulogne-Billancourt.

## Biographie
Alors qu'elle est travailleur social à Sarcelles, elle s'inscrit à un atelier théâtre, en 1998, sous la direction d'Éric Checco, directeur de la Compagnie du Voile Déchiré. Elle participe au festival Off d'Avignon de 1999 à 2001 où elle rencontre Claude Wolf qui lui permet de faire ses premiers pas au cinéma. 
Entre 2004 et 2008, elle travaille sur les spectacles de Claudine Pellé autour de la thématique de l'exil. En janvier 2005, elle intègre l'agence artistique de Christine Parat, puis l'agence Oz. Depuis, elle tourne à la fois pour la télévision et le cinéma. On la voit dans  Présumé Coupable de Vincent Garenq, dans le rôle de Myriam Badaoui, Tata Bakhta de Merzak Allouache, dans le rôle-titre, La Daronne de Jean-Paul Salomé, Opération Portugal de Frank Cimière…
En 2010, elle écrit et réalise son premier court-métrage : Cheb Valentino, pour lequel elle est lauréate de la première bourse «Fictions de quartier» de la Fondation Groupe France Télévisions. Elle continue de tourner et d'écrire. En 2014, elle met en scène Dans la solitude des champs de coton de Koltès dans le cadre des chantiers créatifs au Studio Théâtre de Stains[source insuffisante].
En 2016, elle obtient le prix d'interprétation au festival d'Avanca, au Portugal, pour son rôle de chanteuse de cabaret dans le court-métrage de Latifa Saïd  Jours intranquilles. Parallèlement, elle développe des actions socioculturelles dans les quartiers au sein de L'Association du Verbe Irisé[source insuffisante], qu'elle a créée en 2004, et anime des ateliers théâtre et de prise de parole à l’Institut d'études supérieures des arts de Paris[source secondaire souhaitée]. Depuis plusieurs années, elle collabore[source secondaire souhaitée] (direction d'acteurs et regard extérieur) avec les auteurs Insa Sané et Samira El Ayachi, dans le cadre de leurs résidences d'écriture.

## Filmographie

### Cinéma

#### Longs métrages
- 2005 : Comme t'y es belle ! de Lisa Azuelos : Fatima
- 2006 : Bled Number One de Rabah Ameur-Zaïmeche : Loubna
- 2006 : Nos jours heureux d'Éric Toledano et Olivier Nakache : Madame Gedaui
- 2006 : Mauvaise Foi de Roschdy Zem : la voisine d'Habiba
- 2006 : Madame Irma de Didier Bourdon : Aïcha
- 2006 : La Nativité de Catherine Hardwicke : Ruth
- 2007 : Deux vies plus une d'Idit Cébula
- 2008 : Entre les murs de Laurent Cantet
- 2008 : Française de Souad El-Bouhati
- 2010 : L'Italien d'Olivier Baroux : Rachida Ben Saoud
- 2011 : Halal Police d'État de Rachid Dhibou : la diplomate
- 2011 : Présumé Coupable de Vincent Garenq : Myriam Badaoui
- 2011 : La Planque d'Akim Isker : la dame de service
- 2012 : Nous York d'Hervé Mimran et Géraldine Nakache : la mère de Samia
- 2015 : Nous trois ou rien de Kheiron : Rachida
- 2016 : D'une pierre deux coups de Fejria Deliba : Nadia
- 2017 : De plus belle d'Anne-Gaëlle Daval : Farida
- 2017 : Prendre le large de Gaël Morel : Najat
- 2017 : Par instinct de Nathalie Marchak : Mama Aïcha
- 2018 : Le Doudou de Julien Hervé et Philippe Mechelen : Maria
- 2018 : Le monde est à toi de Romain Gavras : une copine de Danny
- 2019 : Morjana (مرجانة) de Jamal Souissi
- 2020 : La Daronne de Jean-Paul Salomé : Kadidja
- 2020 : Opération Portugal de Frank Cimière : Aïcha
- 2021 : Haute couture de Sylvie Ohayon : Manoubia
- 2021 : Une mère de Sylvie Audcoeur : Sonia
- 2022 : Qu'est-ce qu'on a tous fait au Bon Dieu ? de Philippe de Chauveron : Moktaria Benassem
- 2022 : Goutte d'Or de Clément Cogitore : le commissaire Berthier
- 2022 : Les Miens de Roschdy Zem : Zohra
- 2022 : Habib, la grande aventure de Benoît Mariage : la mère de Habib
- 2024 : La Vierge à l'enfant de Binevsa Berivan : Samira Redouane
- 2025 : Sur la route de papa de Nabil Aitakkaouali et Olivier Dacourt : Mima

#### Courts métrages
- 2003 : La Baguette de Philippe Pollet-Villard : la femme de l'épicier
- 2003 : L'Âge de raison de Myriam Aziza : la cantinière
- 2003 : À force, à force... y en a marre de Yasmina Yahiaoui
- 2003 : Rien que des mots de Faïza Guène
- 2013 : Destino de Sylvain de Zangroniz : la mère de Mounir
- 2015 : Jours intranquilles de Latifa Saïd : la chanteuse de cabaret
- 2019 : Fatale Orientale de Holy Fatma	: la mère de Dalia
- 2021 : Des vies de jeunes filles qu'on enterre de Maïté Sonnet
- 2021 : Ya Benti d'Anissa Allali
- 2021 : Bam's de Maurad Dahmani

#### Réalisation et scénario
- 2010 : Cheb Valentino

#### Voix
- 2007 : Persepolis de Marjane Satrapi et Vincent Paronnaud
- 2008 : Ken Ya Maken, court-métrage de Dounia Sidki
- 2010 : Djinns de Hugues Martin et Sandra Martin

### Télévision

#### Téléfilms
- 2005 : Permis d'aimer de Rachida Krim : Nora
- 2007 : L'Embrasement de Philippe Triboit : la mère d'Ahmed
- 2007 : Belleville Tour de Zakia Bouchaala et Ahmed Bouchaala : Loubna
- 2012 : Tata Bakhta de Merzak Allouache : Tata Bakhta
- 2013 : La Crèche des hommes d'Hervé Brami: Kadra
- 2019 : Ramdam de Sylvain de Zangroniz : Madame Tarifa

#### Séries télévisées
- 2006 Section de recherches, 1 épisode de Klaus Biedermann : Fatima
  - Saison 1, épisode 4 : Handicap
- 2006 : L'État de Grace, de Pascal Chaumeil : Amalia Belkassem
  - Saison 1, épisode 1 : Apprivoiser
  - Saison 1, épisode 2 : Convaincre
  - Saison 1, épisode 3 : Résister
  - Saison 1, épisode 4 : Séduire
  - Saison 1, épisode 5 : Piéger
  - Saison 1, épisode 6 : Combattre
- 2007 : L'hôpital, 2 épisodes de Laurent Lévy : Iman
  - Saison 1, épisode 2 : Protégés
  - Saison 1, épisode 4 : État de choc
- 2008 :PJ, 1 épisode de Claire de La Rochefoucauld :  la conseillère d'éducation
  - Saison 12, épisode 3 : Monstres
- 2008 : Avocats et Associés, 1 épisode de Bruno Garcia : Madame Larbi
  - Saison 16, épisode 5 : Pas le Pérou
- 2008 : Famille d'accueil, 1 épisode d'Alain Wermus : Azra
  - Saison 2, épisode 5 : Le plus beau jour de ma vie
- 2010 : Sur le fil, 1 épisode de Frédéric Berthe : Yasmine Alaoui
  - Saison 3, épisode 2 : Morceaux choisis
- 2012 : Plus belle la vie, 1 épisode de Didier Albert : la mère de Yanis
  - Épisode 1922 : Coup de froid aux 4 soleils
- 2014 : El príncipe, 1 épisode de Norberto López Amado : Oum Khaled
  - Saison 1, épisode 1 : Bienvenido al Príncipe
- 2014-2015 : Hôtel de la plage, 9 épisodes, 2 saisons de Christian Merret-Palmair : Aïcha
  - Saison 1, épisode 1
  - Saison 1, épisode 2
  - Saison 1, épisode 3
  - Saison 1, épisode 4
  - Saison 1, épisode 5
  - Saison 1, épisode 6
  - Saison 2, épisode 4
  - Saison 2, épisode 5
  - Saison 2, épisode 6
- 2021 : 6 X Confiné.e.s, 1 épisode de Saïd Belktibia
  - Saison 1, épisode 5 : Le casse du siècle
- 2021 : Sisbro d'Emmanuel Gandon

### Doublage
- 2017 : Bad Moms 2 : Dr Karl (Wanda Sykes)

## Théâtre

### Comédienne
- 1998-2001 : Le couloir des anges" d'après le texte de Malika Khaldi, mise en scène Éric Checco
- 2001-2002 : Les Oranges d'Aziz Chouaki, mise en scène Éric Checco
- 2001-2003 : Au bout du compte… elle danse de Moussa Lebkiri, mise en scène de l'auteur
- 2001-2004 : Sfax et les gara de Claudine Pellé, mise en scène de l'autrice
- 2006-2007 : Femmes d'ici ou de là-bas de Claudine Pellé
- 2007 : Le Cabaret de Zdagzdag de Maria Beloso Hall
- 2008 : Le grand ordinaire de Claudine Pellé, mise en scène de l'autrice
- 2022 : Les Femmes sont occupées, texte de Samira El Ayachi, mise en scène Marjorie Nakache, au Studio Théâtre de Stains

### Metteuse en scène
- 2014 : Dans la solitude des champs de coton de Bernard-Marie Koltès

## Distinctions
- 2011 : Grand Prix du jury du Fest'Yves Art d’Etel, pour Cheb Valentino[7]
- 2016 : Mention spéciale « meilleure actrice » au Festival de cinéma d'Avanca (Portugal) pour Jours intranquilles de Latifa Saïd